# ووكر أندرسون
ووكر أندرسون (بالإنجليزية: Walker Anderson)‏ هو محامي وقاضي وسياسي أمريكي، ولد في 1801، وتوفي في 1857.